# Ron Frenz
Ronald Wade Frenz (* 1960 in Pittsburgh) ist ein US-amerikanischer Comiczeichner.

## Leben und Arbeit
Frenz begann in den frühen 1980er Jahren als hauptberuflicher Comiczeichner zu arbeiten. Erste größere Erfolge konnte er dabei mit seinen Arbeiten an den traditionsreichen, von Marvel Comics verlegten Serien The Amazing Spider-Man (1984–1987) und The Mighty Thor (1989–1993) erzielen. Künstlerische Partner in dieser Zeit waren unter anderem die Autoren Roger Stern und Tom DeFalco sowie insbesondere der Tuschezeichner Joe Rubinstein. Die wahrscheinlich berühmteste Figur, deren Erscheinungsbild Frenz originär prägte, war dabei der Spider-Man-Schurke „Venom“, der bei den Lesern auf eine extrem positive Resonanz stieß und bis heute zu den populärsten Schurken der Serie zählt, was sich unter anderem in seiner Verwendung als Hauptschurke in dem Kinofilm „Spider-Man 3“ von 2007 niederschlug.
Für den Verlag Dark Horse zeichnete Frenz Comics der Serien Ka-Zar the Savage, The Further Adventures of Indiana Jones und Star Wars.
Zwischen 1995 und 1999 fungierte Frenz als Hauptzeichner der von DC-Comics herausgegebenen traditionsreichen Science-Fiction-Serie Superman. Er folgte dabei Dan Jurgens nach, der von 1991 bis 1995 die Doppelfunktion des Autors und Zeichners von Superman ausgeübt hatte, sich ab 1995 jedoch darauf beschränkte, die Serie "nur noch" zu schreiben, während er die Visualisierung seiner Skripte an Frenz weitergab. Das Tuschen von Frenzs Zeichnungen übernahm dabei wie schon bei Marvel zumeist Joe Rubinstein.
Mit DeFalco arbeitete er an der kurzlebigen Serie A-Next sowie den Reihen Dark Devil und The Buzz.
Es folgten weitere Zeichner-Jobs für Marvel, so die von Roger Stern verfasste Miniserie Spider-Man: Hobgoblin Lives von 1996 und ein längerer Run an der Serie über die Heldin Spider-Girl, die er und DeFalco Ende der 1990er Jahre selbst kreiert hatten.
Gegenwärtig illustriert Frenz regelmäßig die Rubrik „This Happened to Me“ in der Zeitschrift Outdoor Life.
| Personendaten    | Personendaten                           |
| ---------------- | --------------------------------------- |
| NAME             | Frenz, Ron                              |
| ALTERNATIVNAMEN  | Frenz, Ronald Wade (vollständiger Name) |
| KURZBESCHREIBUNG | US-amerikanischer Comiczeichner         |
| GEBURTSDATUM     | 1960                                    |
| GEBURTSORT       | Pittsburgh                              |